# Indisch-türkische Beziehungen
Die heutigen diplomatischen Beziehungen zwischen Indien und der Türkei (Hindi: भारत-तुर्की संबंध; türkisch: Hindistan-Türkiye ilişkileri) wurden 1948 aufgenommenen. Indien hat eine Botschaft in Ankara und ein Generalkonsulat in Istanbul. Die Türkei hat eine Botschaft in Neu-Delhi und ein Generalkonsulat in Mumbai. 

## Geschichte
Die Beziehungen zwischen beiden Regionen reichen bis in die Bronzezeit zurück. Von der späten Bronzezeit bis in die frühe Eisenzeit pflegten die Menschen des alten Anatolien und des alten Indien ihre ersten wirtschaftlichen Interaktionen. Der erste diplomatische Austausch zwischen dem indischen Subkontinent und dem Osmanischen Reich fand statt, als die Osmanen in den Jahren 1481/1482 unter Sultan Bayezid II. die ersten Diplomaten nach Indien sandten. Ziel der Mission war die Errichtung einer neuen Handelsroute, über welche, begünstigt durch die Eroberung Konstantinopels, indische Ware, wie zum Beispiel Gewürze oder Stoff, über das Osmanische Reich aus nach Europa exportiert werden sollte. Eine starke Bindung zwischen den indischen Muslimen und den Muslimen in Anatolien besteht schon seit dem Mittelalter. So waren viele muslimische Sultane und Fürsten auf dem Subkontinent türkischen Ursprungs. Diese Bindungen wurden bis ins späte 19. Jahrhundert durch die Mogulherrschaft, eine türkischstämmige Dynastie, intensiviert. Die historische Verbindung zwischen beiden Parteien wird durch verschiedene Solidaritätsbekundungen und Aktionen deutlich. So unter anderem durch die indische Muslim League, die im Zuge der Balkankriege 1912/1913 die osmanische Armee mit Medizin versorgte.
Neben der politischen Vergangenheit bestehen auch kulturelle Verbindungen zwischen der Türkei und Indien. Die türkische Kultur beeinflusste die indische Gesellschaft im Laufe der Zeit in den Bereichen Sprache, Kultur und Zivilisation, Kunst und Architektur sowie Kleidung und Küche. So gibt es heutzutage 9.000 Wörter in Hindi mit türkischem Ursprung. Türkische TV-Serien, wie beispielsweise Diriliş: Ertuğrul, erlangten in der indischen Gesellschaft große Popularität. Anderseits sind Bollywood-Filme unter Türken sehr beliebt.
Die Türkei erkannte Indien am 15. August 1947, kurz nach der Ausrufung zur Unabhängigkeit, an. Der frühe Versuch, politische Beziehungen aufzubauen, wurden jedoch aufgrund der damaligen angespannten politischen Situation des Kalten Krieges verhindert. Die Türkei stellte als Teil der NATO einen geostrategisch wichtigen Partner dar, nicht zuletzt aufgrund ihrer geographischen Lage, als Bindeglied zwischen Europa und Asien, sowie der unmittelbaren räumlichen Nähe zur Sowjetunion. Indien kristallisierte sich nicht zuletzt aufgrund seines hohen Entwicklungspotenzials schnell zu einem der wichtigsten Verbündeten der Sowjets. Während dieser Periode gerieten die Beziehungen ins Stocken. Nach dem Ende des Kalten Krieges wurden die Beziehungen jedoch neu aufgenommen und es kam zu wirtschaftlichen sowie kulturellen Bündnisse.
Heutzutage sind die Beziehungen der beiden Staaten, aufgrund der Innenpolitik Indiens unter Narendra Modi wie auch aufgrund der Beziehungen der Türkei zu Pakistan, abgekühlt. Die Türkei unterstützt Pakistan im Kaschmir-Konflikt, ist ein entscheidender Gegner von Indiens Nuklear-Programm und nimmt eine führende Rolle in Afghanistan ein. Indien verurteilt den türkischen Einmarsch in Nordsyrien und unterstellte der Türkei Unterstützung von Terrorismus.
Beide Länder sind Mitglieder der G20-Gruppe, der wichtigsten Volkswirtschaften der Welt. Der bilaterale Handel belief sich im Juli 2012 auf 7,5 Milliarden US-Dollar.
Am 24. Dezember 2020 schlossen die türkischen Behörden die Website hamsvasser.com, die laut pakistanischen Beamten von Indien betrieben wurde und Propaganda gegen Pakistan einsetzte.